# Willy Stettner
Willy Stettner

Link zum Bild

Wilhelm „Willy“ Stettner, auch Willi Stettner (* 16. Juli 1895 in Darmstadt, Deutschland; † 3. November 1961 in Hamburg), war ein deutscher Schauspieler und Sänger.

## Leben und Wirken
Stettner begann seine Theaterkarriere gleich nach dem Ersten Weltkrieg. Zunächst trat er als Tanzbuffo an Bühnen in der deutschen Provinz (u. a. in Gera und Hamburg) auf. In der Spielzeit 1925/26 war der gebürtige Darmstädter am Theater des Westens in Berlin engagiert, nahezu zeitgleich (bis 1927) auch am Hamburger Operettenhaus. Zum Ende der Weimarer Republik kehrte Stettner an Berliner Bühnen zurück, seine letzte Spielzeit 1932/33 führte ihn an die Komische Oper Berlin.
Willy Stettner trat in den frühen Tonfilmjahren bis 1933 in einer Reihe von Kinoproduktionen – mehrfach Operetten und Musikfilme, in denen Stettner sporadisch seine Gesangskünste zeigen durfte – auf, in denen man ihn mehrfach als Adeligen (von Fekete in „Schuberts Frühlingstraum“, Graf Ferry in „Viktoria und ihr Husar“, von Pohl in Quick, Lord James in „Baby“) besetzte. Mit der Machtübernahme durch die Nationalsozialisten musste der Jude Stettner aus Deutschland fliehen und fand zunächst Schutz in den Niederlanden, wo er in Amsterdam auf der Bühne stand, und in Österreich. Dort trat er 1935/36 am Theater an der Wien auf. In Wien verband ihn eine Liaison mit Hortense Raky, was, als dies bekannt wurde, dazu führte, dass die junge Österreicherin 1937 bei der deutschen Filmwirtschaft in Ungnade fiel und auf die Boykottliste gesetzt wurde.
Stettners Versuch, infolge der Annexion Österreichs durch Hitler-Deutschland im März 1938 gemeinsam mit Raky in die Schweiz zu entkommen, schlug für ihn zunächst fehl, jedoch gelang ihm die Flucht nach England. Von dort ging er mit dem berühmten Gesangskollegen Richard Tauber, an dessen Seite er 1930 in den Operettenfilm „Das Land des Lächelns“ gespielt hatte, im August 1939 auf Südafrika-Tournee. Die Kriegsjahre verbrachte Willy Stettner in der Schweiz, wo er von 1940 bis 1942 Ensemblemitglied des Schauspielhaus Zürich war. In dieser Zeit trat er u. a. 1941 als Obrist in Leopold Lindtbergs Inszenierung von Bertolt Brechts Mutter Courage und ihre Kinder auf. Im Januar 1956 wirkte Stettner auch in der Uraufführung von Friedrich Dürrenmatts Theaterstück Der Besuch der alten Dame unter der Regie von Oskar Wälterlin mit. Von 1942 bis 1957 gehörte Stettner dem Bernhard-Theater in Zürich an, ab 1948 auch dem Sommertheater Winterthur.
Nach Ende des Zweiten Weltkrieges ging Stettner gastweise in die Bundesrepublik und fand dort noch einmal Arbeit beim Film, als er mit der kleinen Rolle eines Friseurs in der Neufassung von Der letzte Mann mitwirkte. Hier traf er auf seinen alten Partner aus dem „Quick“-Film von 1932, Hans Albers. Stettner starb Ende 1961 in Hamburg.

## Filmografie
- 1921: Die Flammenfahrt des Pacific-Express
- 1929: Des Haares und der Liebe Wellen
- 1930: Das Land des Lächelns
- 1931: Schuberts Frühlingstraum
- 1931: Viktoria und ihr Husar
- 1931: Die Nacht ohne Pause
- 1932: Quick
- 1932: Baby
- 1932: Tausend für eine Nacht
- 1932: Madame wünscht keine Kinder
- 1933: Die Tochter des Regiments
- 1935: Ball im Savoy
- 1937: Schneewittchen und die sieben Zwerge (nur Stimme in der dt. Fassung)
- 1950: Es liegt was in der Luft
- 1955: Der letzte Mann